# Julien Schillemans
Julien Schillemans (Ranst, 19 juli 1906 – Brasschaat, 30 november 1943) was een Vlaams utopisch architect en stedenbouwkundige.

## Biografie
Schillemans kwam uit een arbeidersgezin. Schillemans' moeder was afkomstig uit Ranst, zijn vader uit Borgerhout. Een korte tijd na zijn geboorte in Ranst verhuisde het gezin naar Deurne. Hij studeerde schilderkunst aan de Antwerpse academie en ging als ontwerper aan de slag bij het architectenbureau Cols & De Roeck. Daar ontwikkelde hij zich al snel tot architect. Tijdens zijn korte carrière heeft hij enkele bouwwerken voltooid, waaronder een aantal woonhuizen, inclusief zijn eigen huis in Zoersel, alsook een garage.
Zijn belangrijkste project was echter van een heel andere aard. Schillemans was een overtuigd socialist die droomde van een radicaal nieuw soort, klassenloze stad, de "Wereldstad". Terwijl zijn collega Renaat Braem, eveneens in het Interbellum, van een lang uitgestrekte agglomeratie met verschillende zones droomde, koos Schillemans voor grote steden van zo'n 35 miljoen inwoners. Ze zouden bestaan uit een keten van 44 cirkelvormige megastructuren, met plaats voor groen en gemeenschappelijke voorzieningen.
Op het einde van de jaren 30 werd Schillemans' visie op de Wereldstad op het programma gezet van een Antwerpse socialistische partij, de Technocraten.
In 1943 eindigde zijn carrière abrupt toen hij gearresteerd werd door de Duitse bezetter. De 37-jarige architect was lid van het partizaans verzet. Hij zou wapens gesmokkeld hebben en Joden verborgen hebben. Na vijf weken gevangenschap in het kamp Polygoon werd hij zonder proces gefusilleerd.